# Tumbi

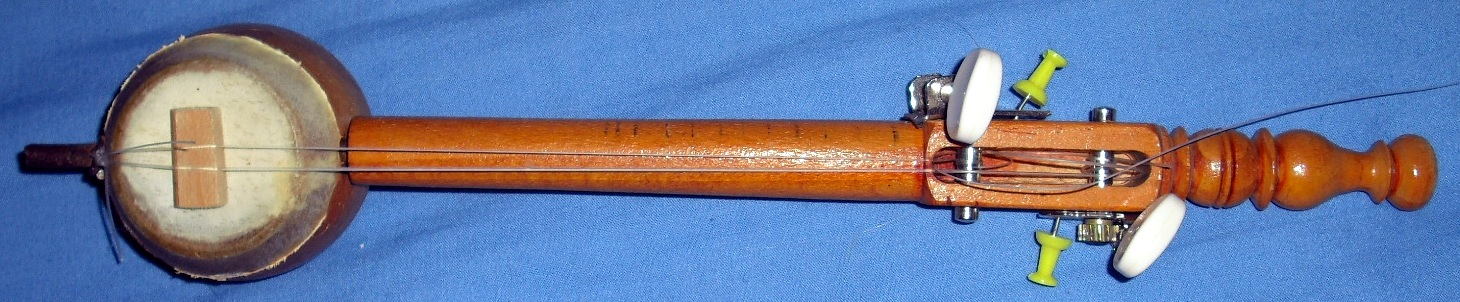
Tumbi

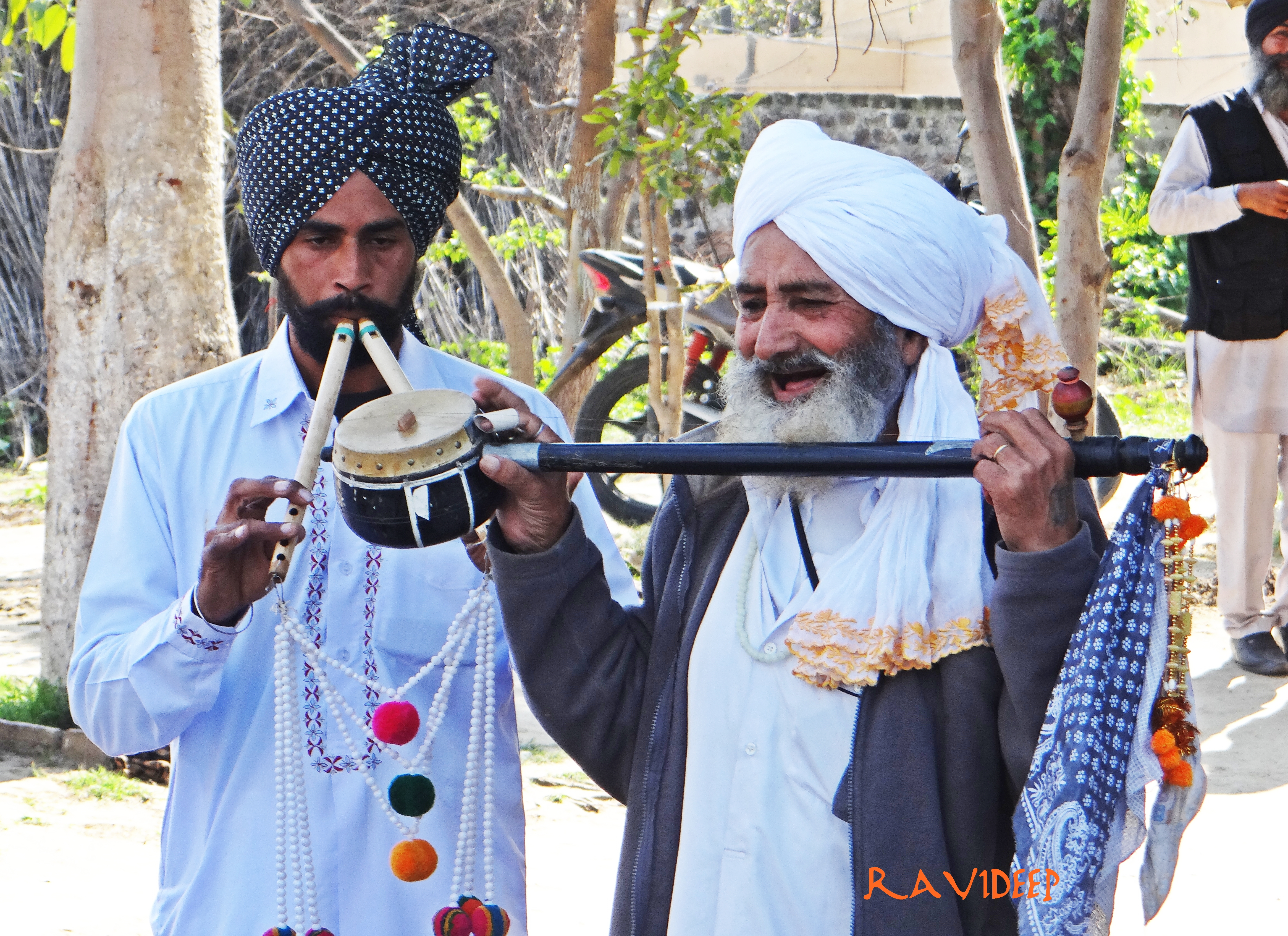
Tumbi und die Bambusdoppelflöte alghoza

Tumbi, Panjabi ਤੂੰਬੀ tūmbī, auch thumbi, ist ein nordindisches Zupfinstrument mit einfachem runden Schallkörper, der in der Regel aus einem Kürbis hergestellt wird. Diese in der Volksmusik und religiösen Musik des indischen und pakistanischen Punjab verwendete einsaitige Spießlaute vom Typ der ektara ist das charakteristische Melodieinstrument im Musikstil Bhangra und wird dort zusammen mit zwei Rhythmusinstrumenten gespielt: der Doppelfelltrommel dhol (oder dholak) und dem zangenförmige Schlagidiophon chimta. Der Musiker hält die tumbi mit einer Hand am Übergang vom Korpus zum Hals und zupft die Saite mit dem Zeigefinger derselben Hand, während er mit der anderen Hand die Saite am Griffbrett verkürzt.

## Wortherkunft
Tumbi ist die weibliche Form des Wortes tumba, das bei indischen Saiteninstrumenten wie sitar und vina den aus einer Kalebasse bestehenden Resonanzkörper bezeichnet. Hiervon abgeleitet heißt in der Volksmusik von Uttar Pradesh auch eine Zupftrommel tumba. Ferner sind tumbi oder tumba regionale Namen in Nordindien für das Einfachrohrblattinstrument pungi mit einer Kalebassen-Windkapsel. Tumbi, tumba und tumbuka gehören zum Sanskrit-Wortumfeld von „Kürbis“, wie auch godumba („Wassermelone“) und udumbara (eine Feigenart), denen im weiteren Zusammenhang Sanskrit dumka („rundlich, oval[e Frucht]“) zugrunde liegt. Der so umschriebene Bedeutungszusammenhang von „Fruchtbarkeit, Fülle“ beinhaltet auch das lautmalerische Wort dundubhi für eine altindische Trommel.